# Blattella armata
De Blattella armata is een insect uit de orde kakkerlakken en de familie Blattidae. De soort werd voor het eerst geldig gepubliceerd door Princis in 1963.